# 국가역사문화명성
국가역사문화명성(중국어 간체자: 国家历史文化名城, 정체자: 國家歷史文化名城)은 중화인민공화국의 국무원이 1982년에 제정한 문물 보호 제도로 베이징 대학의 허우런즈(侯仁之) 등이 제안했다.

## 개요
역사적 가치나 기념 가치가 높고, 현재도 계속해서 사용되고 있는 지역을 보호하는 제도이며, 2015년 기준으로 128개의 지역이 지정되어 있다. 1982년, 1986년, 1994년 3차에 걸쳐서 공포되었고, 이후에도 지속적으로 추가 지정이 이루어지고 있다.

## 분류
- 고도형 - 고도 유적이 있어, 고도에 어울리는 풍격이 있는 도시. 베이징시, 시안시 등.
- 전통풍모형 - 역사적으로 축적된 건축군을 남아있는 옛 거리. 핑야오현, 한청시 등.
- 풍경명승형 - 자연 환경이 뛰어난 특색이 있는 도시. 구이린시, 쑤저우시 등.
- 지방민족 특색형 - 지역적, 민족적으로 독자적인 특색을 가지는 도시. 리장시, 라싸시 등.
- 근현대사적형 - 역사상의 중대사건을 반영하는 사적이 있는 도시. 상하이시, 쭌이시 등.
- 특수산업형 - 특정 산업으로 역사적으로 이름난 도시. 쯔궁시, 징더전시 등.
- 일반사적형 - 전역에 문물 고적이 분포되어 있어, 역사적 전통을 체험할 수 있는 도시. 창사시, 지난시 등.

## 목록
| 번호 | 지역                      | 지정일자         |
| ---- | ------------------------- | ---------------- |
| 1    | 베이징시                  | 1982년 2월 8일   |
| 2    | 청더시                    | 1982년 2월 8일   |
| 3    | 다퉁시                    | 1982년 2월 8일   |
| 4    | 난징시                    | 1982년 2월 8일   |
| 5    | 쑤저우시                  | 1982년 2월 8일   |
| 6    | 양저우시                  | 1982년 2월 8일   |
| 7    | 항저우시                  | 1982년 2월 8일   |
| 8    | 사오싱시                  | 1982년 2월 8일   |
| 9    | 취안저우시                | 1982년 2월 8일   |
| 10   | 징더전시                  | 1982년 2월 8일   |
| 11   | 취푸시                    | 1982년 2월 8일   |
| 12   | 뤄양시                    | 1982년 2월 8일   |
| 13   | 카이펑시                  | 1982년 2월 8일   |
| 14   | 징저우구                  | 1982년 2월 8일   |
| 15   | 창사시                    | 1982년 2월 8일   |
| 16   | 광저우시                  | 1982년 2월 8일   |
| 17   | 구이린시                  | 1982년 2월 8일   |
| 18   | 청두시                    | 1982년 2월 8일   |
| 19   | 쭌이시                    | 1982년 2월 8일   |
| 20   | 쿤밍시                    | 1982년 2월 8일   |
| 21   | 다리시                    | 1982년 2월 8일   |
| 22   | 라싸시                    | 1982년 2월 8일   |
| 23   | 시안시                    | 1982년 2월 8일   |
| 24   | 옌안시                    | 1982년 2월 8일   |
| 25   | 상하이시                  | 1986년 12월 8일  |
| 26   | 톈진시                    | 1986년 12월 8일  |
| 27   | 선양시                    | 1986년 12월 8일  |
| 28   | 우한시                    | 1986년 12월 8일  |
| 29   | 난창시                    | 1986년 12월 8일  |
| 30   | 충칭시                    | 1986년 12월 8일  |
| 31   | 바오딩시                  | 1986년 12월 8일  |
| 32   | 핑야오현                  | 1986년 12월 8일  |
| 33   | 후허하오터시              | 1986년 12월 8일  |
| 34   | 전장시                    | 1986년 12월 8일  |
| 35   | 창수시                    | 1986년 12월 8일  |
| 36   | 쉬저우시                  | 1986년 12월 8일  |
| 37   | 화이안구                  | 1986년 12월 8일  |
| 38   | 닝보시                    | 1986년 12월 8일  |
| 39   | 서현                      | 1986년 12월 8일  |
| 40   | 서우현                    | 1986년 12월 8일  |
| 41   | 보저우시                  | 1986년 12월 8일  |
| 42   | 푸저우시                  | 1986년 12월 8일  |
| 43   | 장저우시                  | 1986년 12월 8일  |
| 44   | 지난시                    | 1986년 12월 8일  |
| 45   | 안양시                    | 1986년 12월 8일  |
| 46   | 난양시                    | 1986년 12월 8일  |
| 47   | 상추시                    | 1986년 12월 8일  |
| 48   | 샹양시                    | 1986년 12월 8일  |
| 49   | 차오저우시                | 1986년 12월 8일  |
| 50   | 랑중시                    | 1986년 12월 8일  |
| 51   | 이빈시                    | 1986년 12월 8일  |
| 52   | 쯔궁시                    | 1986년 12월 8일  |
| 53   | 전위안현                  | 1986년 12월 8일  |
| 54   | 리장시                    | 1986년 12월 8일  |
| 55   | 르카쩌시                  | 1986년 12월 8일  |
| 56   | 한청시                    | 1986년 12월 8일  |
| 57   | 위린시                    | 1986년 12월 8일  |
| 58   | 우웨이시                  | 1986년 12월 8일  |
| 59   | 장예시                    | 1986년 12월 8일  |
| 60   | 둔황시                    | 1986년 12월 8일  |
| 61   | 인촨시                    | 1986년 12월 8일  |
| 62   | 카스시                    | 1986년 12월 8일  |
| 63   | 정딩현                    | 1994년 1월 4일   |
| 64   | 한단시                    | 1994년 1월 4일   |
| 65   | 신장현                    | 1994년 1월 4일   |
| 66   | 다이현                    | 1994년 1월 4일   |
| 67   | 치현                      | 1994년 1월 4일   |
| 68   | 하얼빈시                  | 1994년 1월 4일   |
| 69   | 지린시                    | 1994년 1월 4일   |
| 70   | 지안 시                   | 1994년 1월 4일   |
| 71   | 취저우시                  | 1994년 1월 4일   |
| 72   | 린하이시                  | 1994년 1월 4일   |
| 73   | 창팅현                    | 1994년 1월 4일   |
| 74   | 간저우시                  | 1994년 1월 4일   |
| 75   | 칭다오시                  | 1994년 1월 4일   |
| 76   | 랴오청시                  | 1994년 1월 4일   |
| 77   | 쩌우청시                  | 1994년 1월 4일   |
| 78   | 린쯔구                    | 1994년 1월 4일   |
| 79   | 정저우시                  | 1994년 1월 4일   |
| 80   | 쉰현                      | 1994년 1월 4일   |
| 81   | 쑤이저우시                | 1994년 1월 4일   |
| 82   | 중샹시                    | 1994년 1월 4일   |
| 83   | 웨양시                    | 1994년 1월 4일   |
| 84   | 자오칭시                  | 1994년 1월 4일   |
| 85   | 포산시                    | 1994년 1월 4일   |
| 86   | 메이저우시                | 1994년 1월 4일   |
| 87   | 레이저우시                | 1994년 1월 4일   |
| 88   | 류저우시                  | 1994년 1월 4일   |
| 89   | 충산구                    | 1994년 1월 4일   |
| 90   | 러산시                    | 1994년 1월 4일   |
| 91   | 두장옌시                  | 1994년 1월 4일   |
| 92   | 루저우시                  | 1994년 1월 4일   |
| 93   | 젠수이현                  | 1994년 1월 4일   |
| 94   | 웨이산 이족 후이족 자치현 | 1994년 1월 4일   |
| 95   | 장쯔현                    | 1994년 1월 4일   |
| 96   | 셴양시                    | 1994년 1월 4일   |
| 97   | 한중시                    | 1994년 1월 4일   |
| 98   | 톈수이시                  | 1994년 1월 4일   |
| 99   | 퉁런현                    | 1994년 1월 4일   |
| 100  | 산하이관구                | 2001년 8월 10일  |
| 101  | 펑황현                    | 2001년 12월 17일 |
| 102  | 푸양시                    | 2004년 10월 1일  |
| 103  | 안칭시                    | 2005년 4월 14일  |
| 104  | 타이안시                  | 2007년 3월 9일   |
| 105  | 하이커우시                | 2007년 3월 13일  |
| 106  | 진화시                    | 2007년 3월 18일  |
| 107  | 지시현                    | 2007년 3월 18일  |
| 108  | 투루판시                  | 2007년 4월 27일  |
| 109  | 터커쓰현                  | 2007년 5월 6일   |
| 110  | 우시시                    | 2007년 9월 15일  |
| 111  | 난퉁시                    | 2009년 1월 2일   |
| 112  | 베이하이시                | 2010년 11월 9일  |
| 113  | 이싱시                    | 2011년 1월 24일  |
| 114  | 자싱시                    | 2011년 1월 24일  |
| 115  | 중산시                    | 2011년 3월 12일  |
| 116  | 타이위안시                | 2011년 3월 14일  |
| 117  | 펑라이시                  | 2011년 5월 1일   |
| 118  | 후이리현                  | 2011년 11월 2일  |
| 119  | 쿠처현                    | 2012년 3월 15일  |
| 120  | 이닝시                    | 2012년 6월 28일  |
| 121  | 타이저우시                | 2013년 2월 10일  |
| 122  | 후이쩌현                  | 2013년 5월 18일  |
| 123  | 옌타이시                  | 2013년 7월 28일  |
| 124  | 칭저우시                  | 2013년 11월 18일 |
| 125  | 후저우시                  | 2014년 7월 14일  |
| 126  | 치치하얼시                | 2014년 8월 6일   |
| 127  | 창저우시                  | 2015년 6월 1일   |
| 128  | 루이진시                  | 2015년 8월 11일  |

## 같이 보기
- 국가중점풍경명승구
- 전국중점문물보호단위
- 중국역사문화명진
- 중국역사문화명촌
- 중국의 세계유산